# Nyizsnyekamszki járás

A Nyizsnyekamszki járás Tatárföldön

A Nyizsnyekamszki járás (oroszul Нижнекамский район, tatárul Түбән Кама районы) Oroszország egyik járása Tatárföldön. Székhelye Nyizsnyekamszk.

## Népesség
- 2010-ben 272 023 lakosa volt, melyből 136 520 tatár, 119 402 orosz, 6 749 csuvas, 1 769 baskír, 1 544 ukrán, 824 mordvin, 762 mari, 637 udmurt.